# Zulema (ópera)
Zulema es una ópera con libreto de Rubén M. Campos en un acto con música de Ernesto Elorduy.

## Acción

### Escena Primera
Al caer la tarde aparece el Cuerno de Oro, con el paisaje del Bósforo, surcado por las balsas. De una de ellas baja Zulema en la explanada del harem, donde es favorita de Selim. Sin embargo, ella desea libertar al esclavo Mulez, príncipe árabe robado a su tribu, de quien está enamorada, intentando que no parta para la guerra de Rusia; ella lo invita a pasear en los jardines.

### Escena Segunda
Es el gran bazar de Constantinopla, donde los otomanos se preparan para la guerra. En medio de animación, un grupo de árabes busca a Muley. Zoraida, zíngara errante, les indica que ella sabe dónde se halla.

### Escena Tercera
Es el interior del serrallo de Selim, señor de Zulema. Entre sus damas ricamente vestidas sale ella a danzar con un grupo de danzarinas y cuando concluyen cantan un coro y se retiran; un esclavo entra y dice a Selim que Omar, su antiguo secretario, quiere informarle de una traición: Zulema y Muley se encuentran en los jardines del palacio.

### Escena Cuarta
Zulema y Muley en los jardines del harem, transportados de dicha son sorprendidos por Selim, que hace encadenar a Muley, despoja a Zulema de joyas y vestidos, y ordena además que sea llevada al mercado de esclavos. Selim y sus damas se retiran. Omar, persuadido por Zoraida, que ha penetrado a los jardines sin ser vista, le indica en qué lugar se halla mulez. La gitana lo pone a salvo.

### Escena Quinta
En el mercado de esclavos, Zulema solloza por haber perdido el amor de Muley. Aparece éste vestido en traje de Chaik de la Arabia Pétrea y con su séquito de ayudantes rescata a Zulema y los dos parten hacia el desierto.

## Estilo

### Música
La obra no fue orquestada por Elorduy sino, en una primera versión, por Ricardo Castro. Existe una segunda versión de la orquestación debida a Eduardo Vigil y Robles.

## Datos históricos

### Reparto del estreno
Reparto del estreno en forma de concierto realizado el 22 de enero de 1902
- Zulema: Guadalupe Roig, soprano
- Mulez: Gennaro Aristi, tenor
- Zoraida: s/ d, contralto
- Abdalá: s/ d, barítono
- Orquesta del Conservatorio Nacional de Música
- Pantaleón Arzos, director

### Recepción
Octavio Sosa escribe:

(…) Ha sido un verdadero acontecimiento musical, si se atiene a que es mexicano el autor. Todos conocíamos a Elorduy, gustábamos de su música, que es fácil, inspirada, original, etcétera. Reconocíamos en este autor a un estimable músico de salón; ligero, agradable, un tanto superficial. Su reputación estaba ya hecha en nuestro medio musical íntimo, por decirlo así, en el que venía imperando por completo desde hacía años, en el que brillaba como uno de los más amenos y más fáciles músicos. Más que todo era una especie de “divette”, de “cupletista”, como hemos dado en decir, impregnando de gracia y chispa poco picaresco, y la verdad, en suma, medianamente profundo y sentimental. En Elorduy se había reconocido talento superior, pero si se hubiera dicho que era capaz de escribir “Zulema” hubiéramos movido la cabeza. Y sin embargo la ha escrito y con ello ha triunfado. Su música respira las tibias brisas de las costas africanas, refleja la luz candente y cintilante de los astros levantinos y las blancas espumas de aquellos mares. En sus melodías campean la lánguida ondulación de los flexibles talles de las bayaderas y de las voluptuosas danzas de las almeas; sus armonías son ricas, como vestiduras de sultana, bordadas en oro, recamadas de pedrería, flotantes y ondulantes como gasas. En su instrumentación, a la que Ricardo Castro dio toques magistrales, suenan las guzlas, vibrans los flautines, redoblan los tamboriles como en las ferias musulmanas y en los regocijos africanos. Pero lo que entre todo impregna su música es un fuego devorador, una pasión intensa y abrasadora, una inspiración poderosa, espontánea, desbordante, como lo son el fuego, la pasión y la inspiración orientales. Si me hubieran dicho que Elorduy era capaz de escribir una página, como las que hemos oído, jamás lo hubiera creído, y sin embargo la ha escrito, y con demasía. Su preludio es una prueba de ello, ese preludio que precede al dúo de amor es incomparable…Si me hubieran dicho que era capaz de llegar a la grandeza épica y a la intensidad pasional de Verdi, lo hubiera siempre dudado, y esto no obstante, ha concebido uno de los más arrebatados y ardientes dúos de amor que pueden darse, dúo que eriza los cabellos, que hace correr el escalofrío por todo el cuerpo, agolpa los sollozos en el pecho y acaba de transportar entusiasmo. En cambio nunca dudé que hubiera podido escribir esos bailes tan característicos en que se despeñan en sus cascadas de plata los trinos y gorgeos de los faltines salpicados de chispas de diamantes por los pizzicati de los violines y coloreados por los acordes de las arpas, como no podía dudar de que llegara a traducir fielmente y con intenso y característico color, cantos de bayaderas y melodías de bataleras orientales, ni esas barcarolas y malagueñas que mal disimulan en la ondulante languidez de un porte de su andar, el origen morisco de donde proceden
"'Diccionario de la ópera mexicana. México: Ríos y Raíces 2003 

## Grabaciones
- http://www.youtube.com/watch?v=gPzqpIHk64E&feature=player_embedded#!

## Enlaces
- Datos: Q6171883